# Ghissignies
Ghissignies est une commune française située dans le département du Nord (59), en région Hauts-de-France.

## Géographie

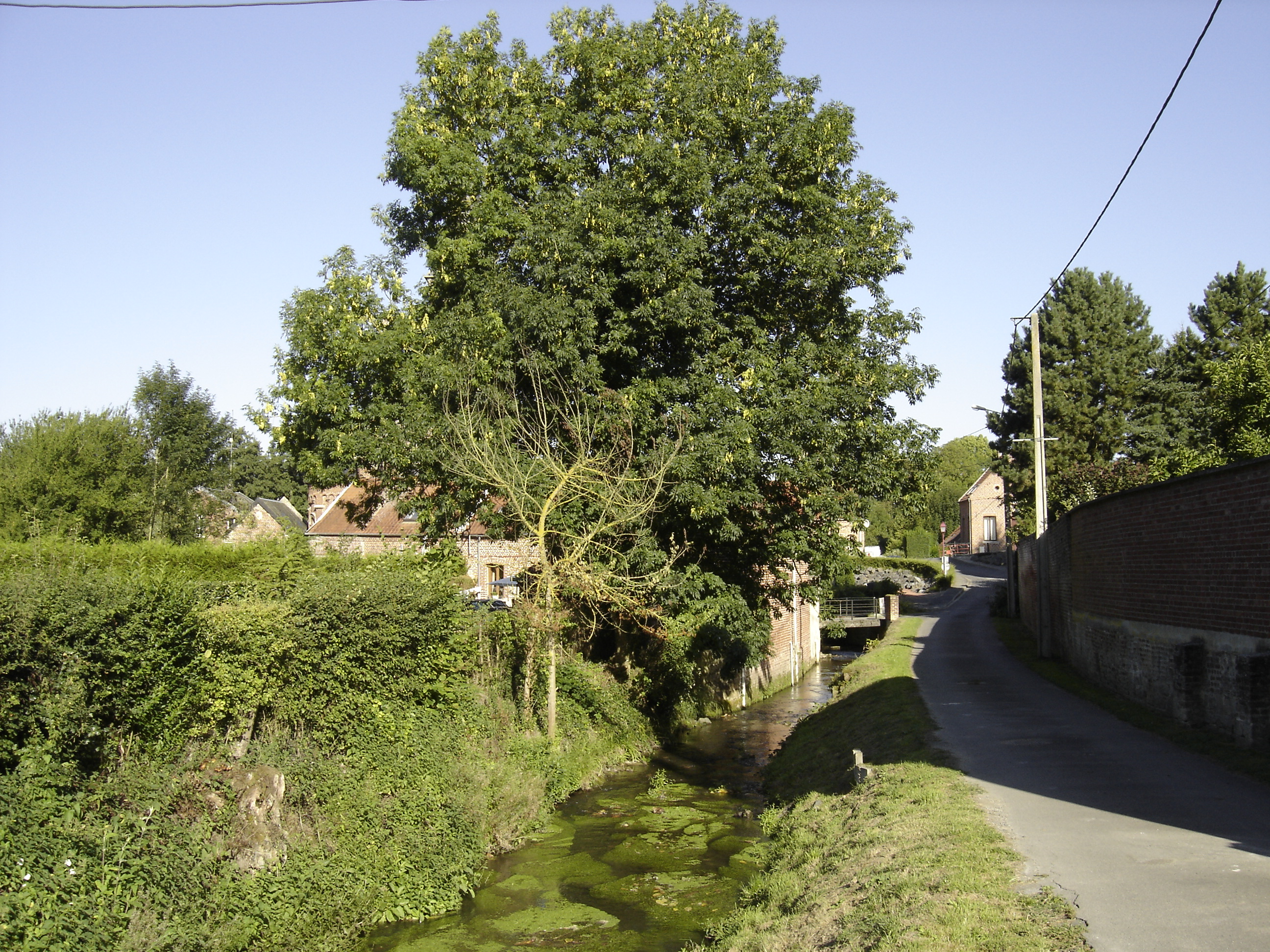
L'Écaillon à Ghissignies

C'est un petit village au cœur du parc naturel régional de l'Avesnois à l'extrémité sud-est du département du nord. Le village est caractérisé par un paysage typique de bocage, constitué de prairies entourées de haies où il fait bon vivre, est très apprécié par les visiteurs pour sa tranquillité et ses chemins de randonnées pittoresques. Depuis 1998, la commune est classée au sein du parc naturel régional de l'Avesnois.
Ghissignies est traversée par l'Écaillon.

### Communes limitrophes
|             | Le Quesnoy  |                    |
| Beaudignies | Ghissignies | Louvignies-Quesnoy |
| Salesches   |             |                    |

### Hydrographie

#### Réseau hydrographique
La commune est située dans le bassin Artois-Picardie. Elle est drainée par l'Écaillon et le ruisseau de Gay,,.
L'Écaillon, d'une longueur de 33 km, prend sa source dans la commune de Locquignol et se jette  dans l'Escaut canalisée à Prouvy, après avoir traversé 13 communes. 

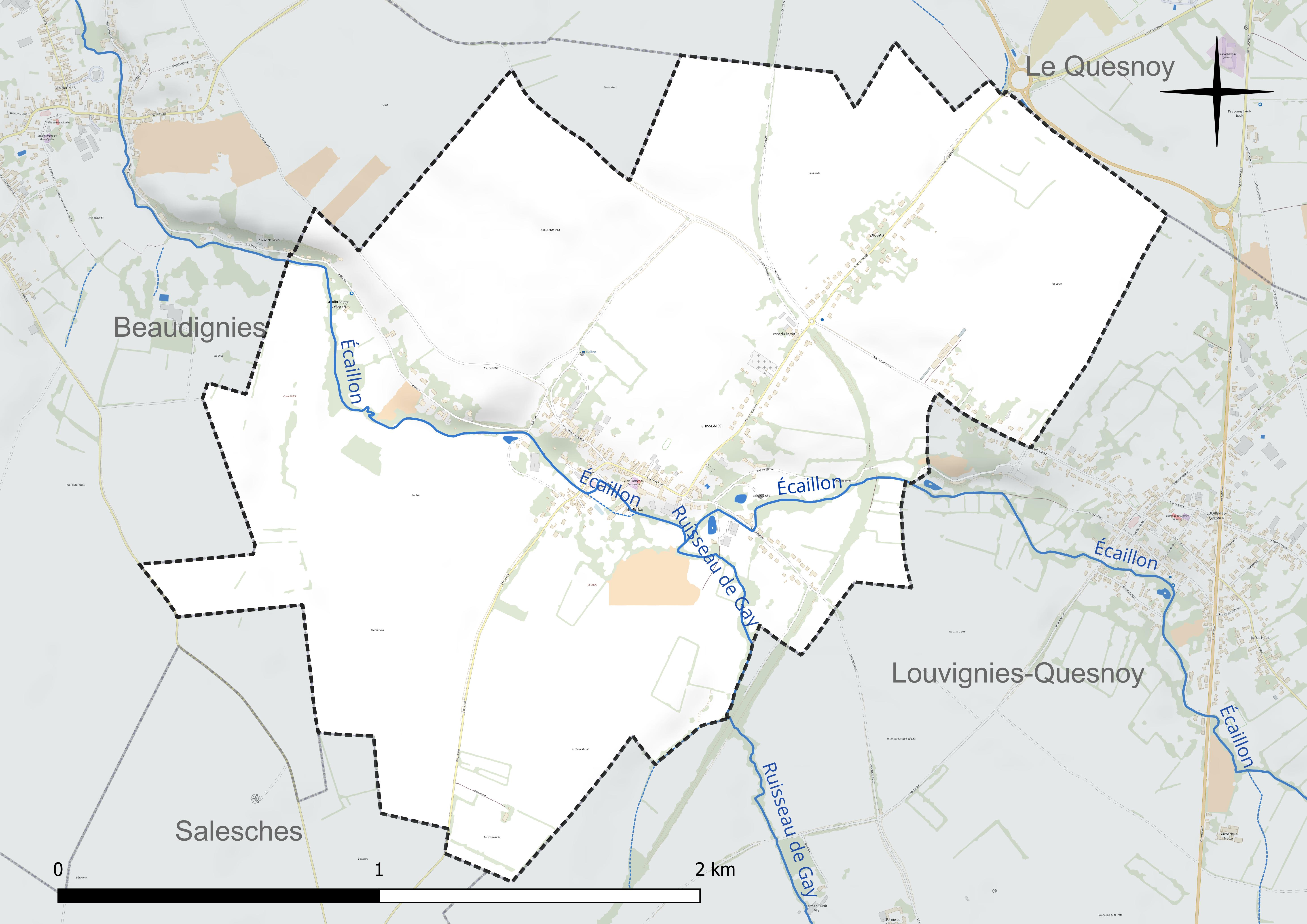
Réseau hydrographique de Ghissignies.

#### Gestion et qualité des eaux
Le territoire communal est couvert par le schéma d'aménagement et de gestion des eaux (SAGE) « Escaut ». Ce document de planification concerne un territoire de 2 005 km2 de superficie, délimité par le bassin versant de l'Escaut. Le périmètre a été arrêté le 9 juin 2006 et le SAGE proprement dit a été approuvé le 13 juillet 2021. La structure porteuse de l'élaboration et de la mise en œuvre est le syndicat mixte Escaut et Affluents (SyMEA). 
La qualité des cours d'eau peut être consultée sur un site dédié géré par les agences de l'eau et l'Agence française pour la biodiversité. 

### Climat
Pour des articles plus généraux, voir Climat des Hauts-de-France et Climat du Nord.
En 2010, le climat de la commune est de type climat océanique dégradé des plaines du Centre et du Nord, selon une étude du CNRS s'appuyant sur une série de données couvrant la période 1971-2000. En 2020, Météo-France publie une typologie des climats de la France métropolitaine dans laquelle la commune est exposée à un climat océanique altéré et est dans la région climatique  Nord-est du bassin Parisien, caractérisée par un ensoleillement médiocre, une pluviométrie moyenne régulièrement répartie au cours de l'année et un hiver froid (3 °C). 
Pour la période 1971-2000, la température annuelle moyenne est de 10,2 °C, avec une amplitude thermique annuelle de 14,8 °C. Le cumul annuel moyen de précipitations est de 775 mm, avec 12,5 jours de précipitations en janvier et 9,2 jours en juillet. Pour la période 1991-2020, la température moyenne annuelle observée sur la station météorologique la plus proche, située sur la commune de Valenciennes à 16 km à vol d'oiseau, est de 11,0 °C et le cumul annuel moyen de précipitations est de 694,1 mm,. Pour l'avenir, les paramètres climatiques de la commune estimés pour 2050 selon différents scénarios d'émission de gaz à effet de serre sont consultables sur un site dédié publié par Météo-France en novembre 2022.

## Urbanisme

### Typologie
Au 1er janvier 2024, Ghissignies est catégorisée commune rurale à habitat dispersé, selon la nouvelle grille communale de densité à sept niveaux définie par l'Insee en 2022.
Elle est située hors unité urbaine. Par ailleurs la commune fait partie de l'aire d'attraction de Valenciennes (partie française), dont elle est une commune de la couronne,. Cette aire, qui regroupe 102 communes, est catégorisée dans les aires de 200 000 à moins de 700 000 habitants,.

### Occupation des sols
L'occupation des sols de la commune, telle qu'elle ressort de la base de données européenne d'occupation biophysique des sols Corine Land Cover (CLC), est marquée par l'importance des territoires agricoles (88,7 % en 2018), en diminution par rapport à 1990 (89,7 %). La répartition détaillée en 2018 est la suivante : 
terres arables (73,1 %), prairies (15,6 %), zones urbanisées (11,3 %). L'évolution de l'occupation des sols de la commune et de ses infrastructures peut être observée sur les différentes représentations cartographiques du territoire : la carte de Cassini (XVIIIe siècle), la carte d'état-major (1820-1866) et les cartes ou photos aériennes de l'IGN pour la période actuelle (1950 à aujourd'hui).

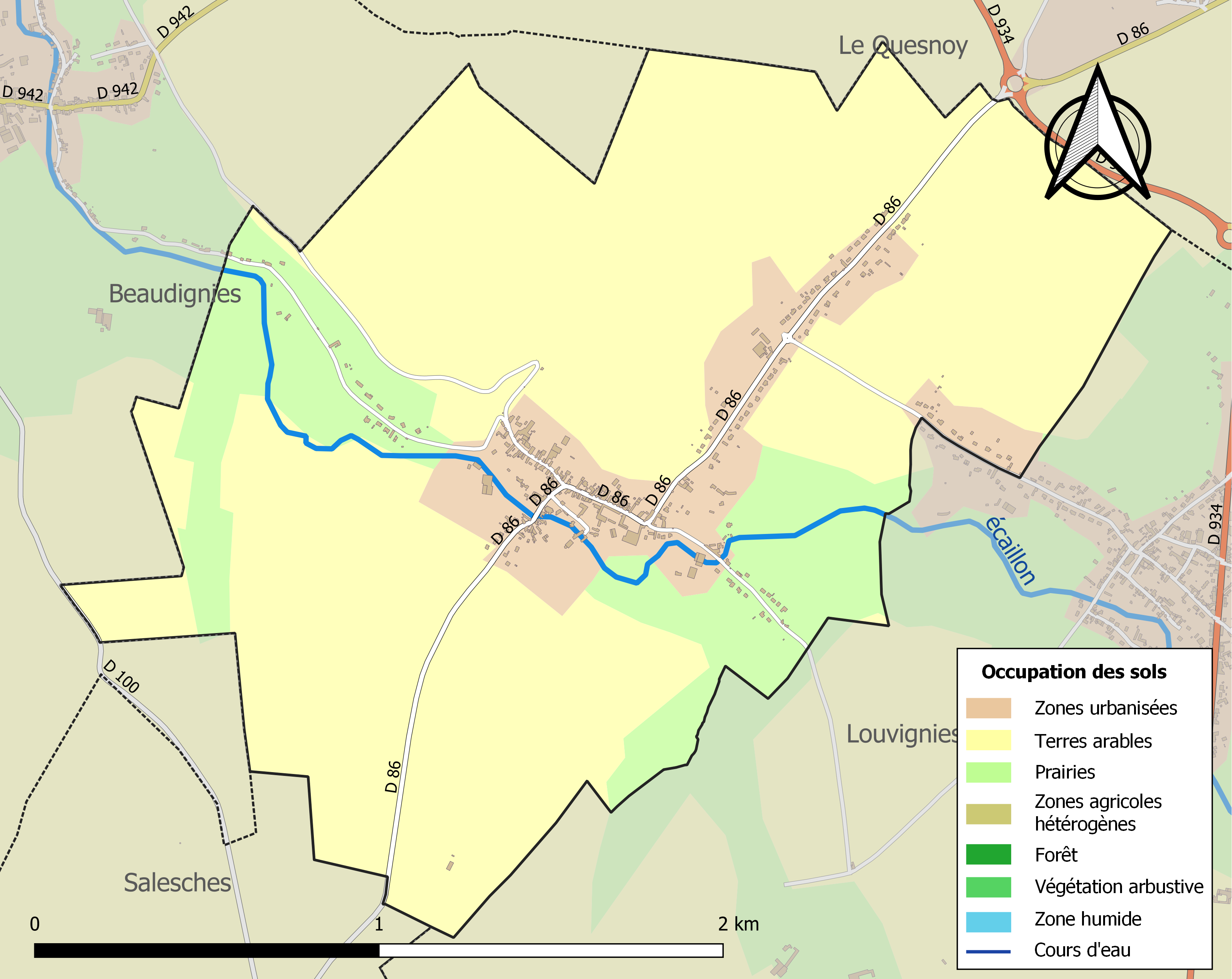
Carte des infrastructures et de l'occupation des sols de la commune en 2018 (CLC).

## Toponymie
Formes anciennes : Gissengiis en 1098 (cart. de l'abb. de Saint Waast) ; Ghissengnies en 1135 ; Ghiseniis en 1147 ; Gisenniis en 1169 ; Ghiseignies ; Ghisignies en 1379 ; Guizignies en 1455.
D'après Maurits Gysseling, Ghissignies est fondé sur l'anthroponyme germanique Gīso, suivi du suffixe -iniacas, forme allongée du suffixe -(i)acum marquant la propriété, d'où *Gīsiniacas « propriété de Gīso ».
Remarque : les variantes en -(i)acas à l'accusatif féminin pluriel sont caractéristiques de la partie septentrionale de la Normandie, de la Picardie, de la Flandre romane et de la Belgique et ont généralement abouti à la terminaison -ies. Le digramme gh- (comme en italien) note gu- et est typique des textes du nord de la France (cf. Ghislain et la forme anglaise de Hugues, notée Hughes > Hugh). Homonymie avec Guiseniers (Eure, Guisiniacus 1025 ; Guisegnies 1235).

## Histoire

### La Grande Guerre
Le 23 octobre 1918, le village est délivré par les troupes anglaises qui viennent de Salesches. De sérieux combats sont engagés pour le contrôle du pont sur l'Écaillon.
Le 4 novembre 1918, les troupes anglaises sont accrochées par des mitrailleuses allemandes installées dans les talus ferroviaires au nord du village. L'intervention de chars permet d'emporter la décision.
Le monument aux morts tient vivant le souvenir de cette période de guerre, ainsi que le cimetière britannique, Ghissignies British Cemetery de la Commonwealth War Graves Commission où se trouvent les tombes de guerre de 118 soldats.

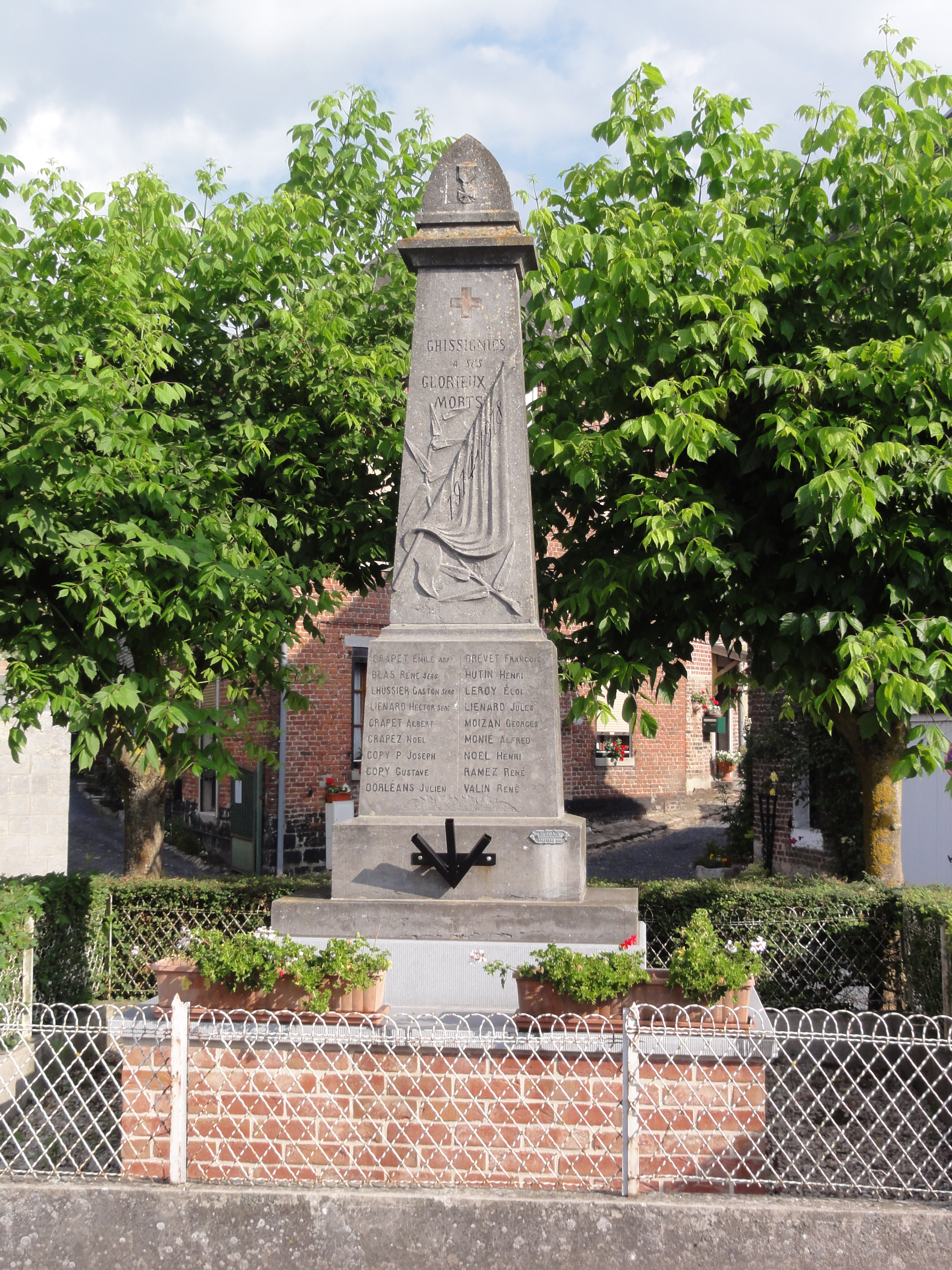
Le monument aux morts de Ghissignies
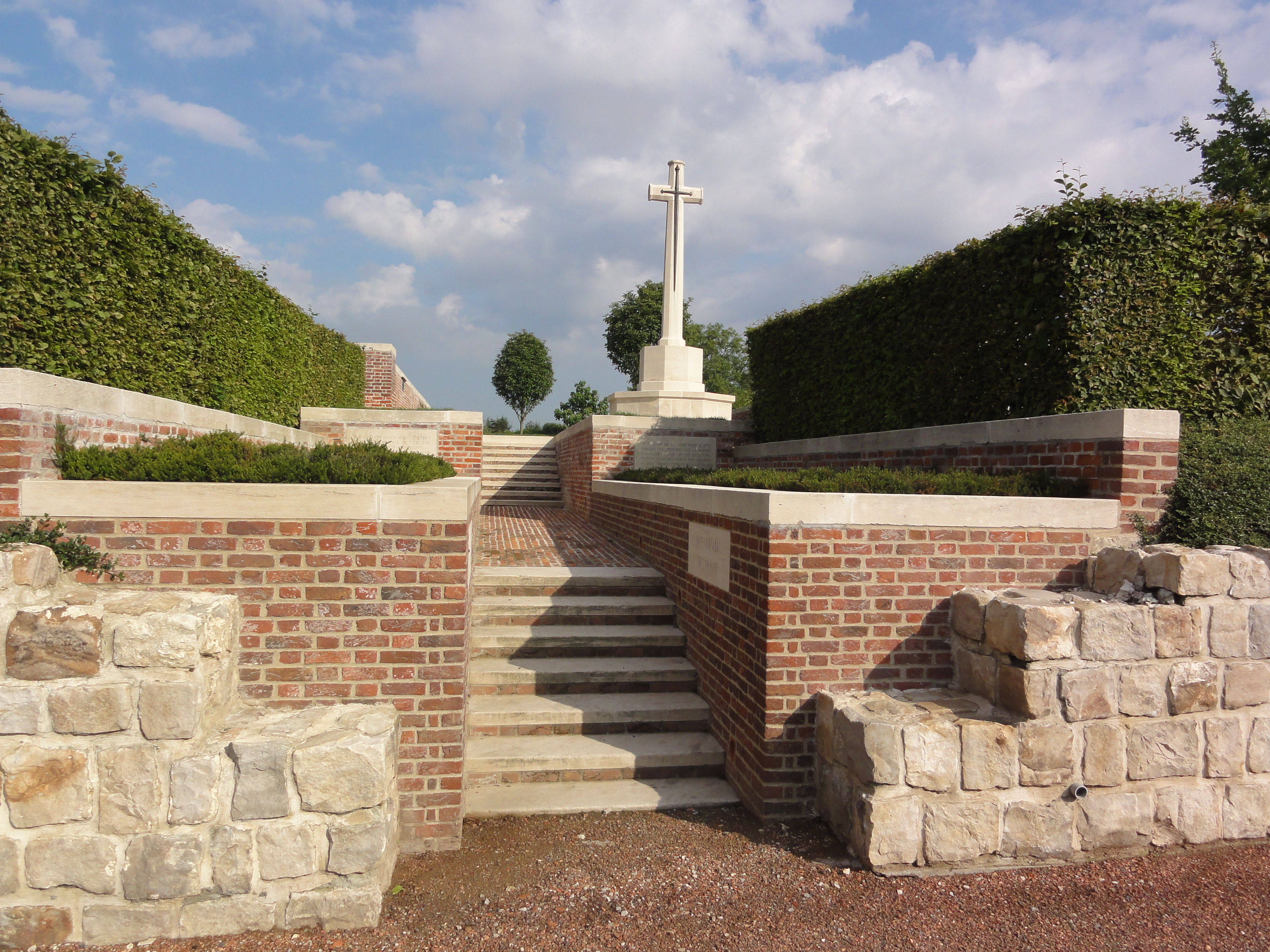
Ghissignies Britsh Cemetery, entrée et Croix du sacrifice.
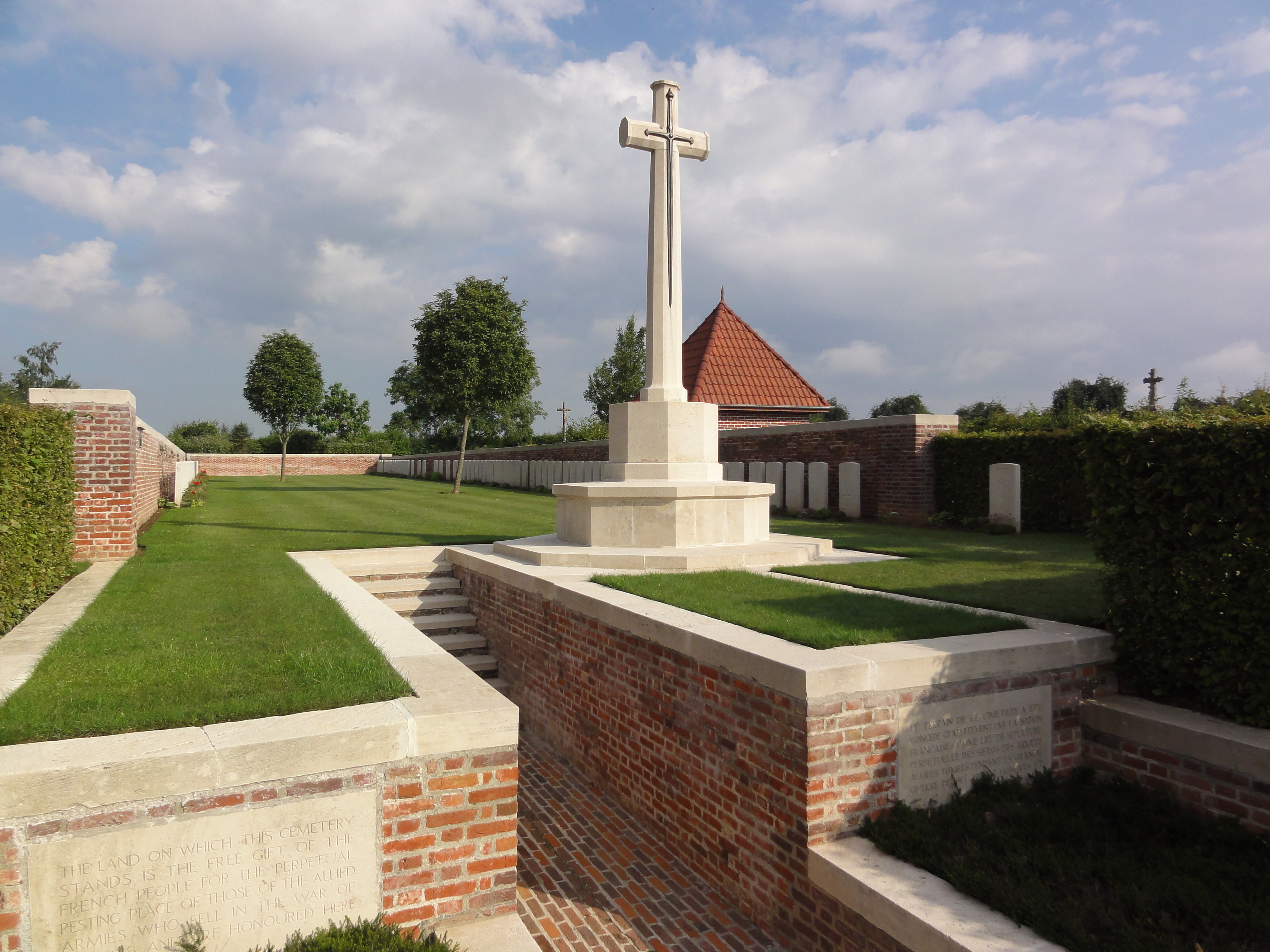
Ghissignies Britsh Cemetery, vue d'ensemble.

## Héraldique

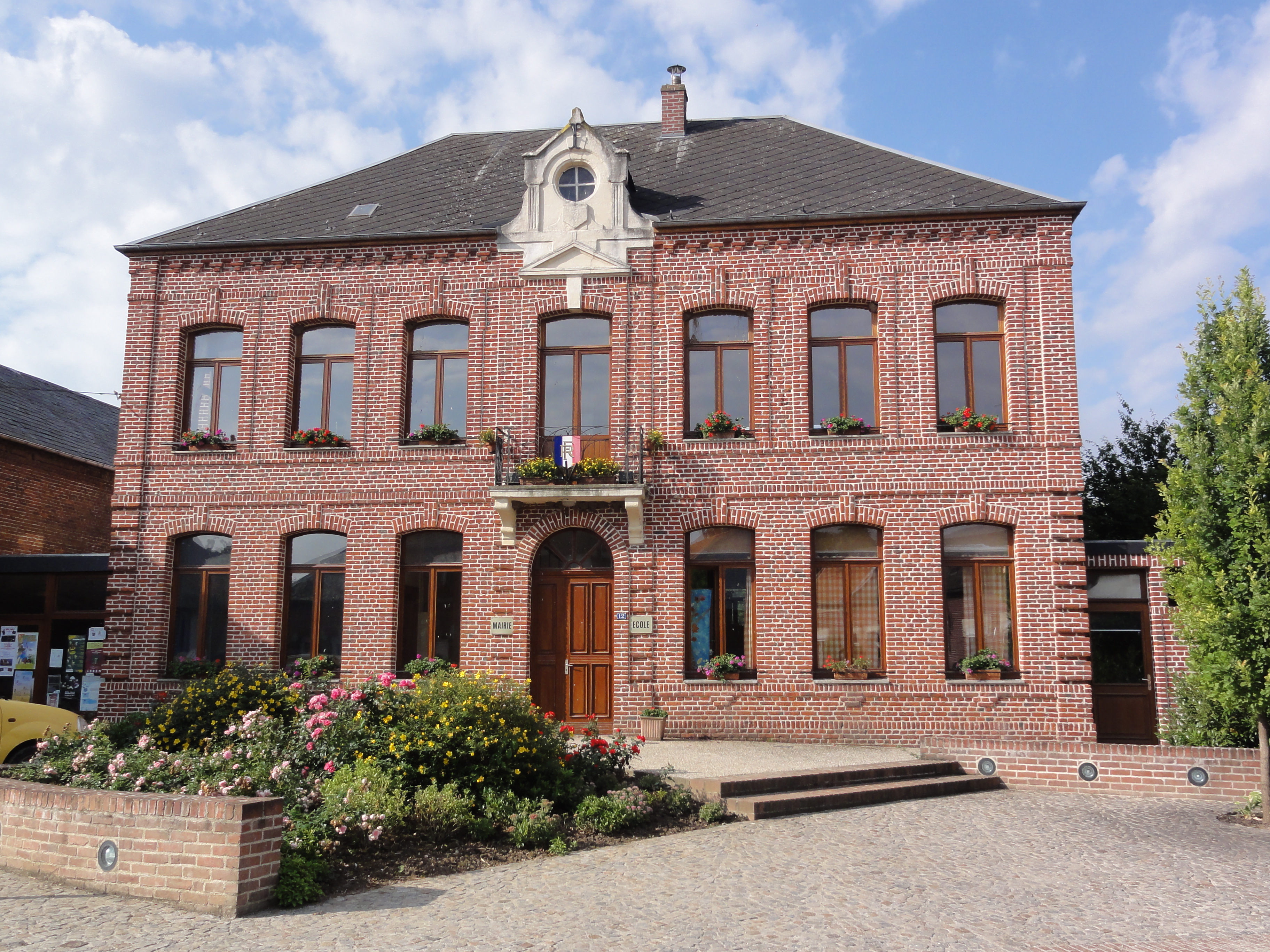
Mairie - école

|  | Les armes de Ghissignies se blasonnent ainsi : Parti : au 1, d'azur semé de fleurs de lis d'or ; au 2, de sinople à la fasce d'argent.. |

## Politique et administration

### Tendance politique
Pierre Deudon, conseiller municipal depuis les élections de juin 1995, devient maire en mars 2008.
Lors des élections municipales de mars 2014, le maire sortant conduit la liste Continuons d'agir ensemble pour Ghissignies. Lors de son élection par le conseil municipal, il est le seul à se présenter et est élu à l'unanimité.
Le premier tour des élections municipales se déroule le 15 mars 2020. Deux listes s'affrontent, dont Un nouvel élan pour Ghissignies menée par le maire sortant. Le confinement lié à la pandémie de Covid-19 retarde de deux mois l'élection des maires par les nouveaux conseils municipaux. Pierre Deudon est réélu pour un troisième mandat de maire le 24 mai.

### Liste des maires
Maire de 1802 à 1807 : Pierre-J. Liénard,.
Maire en 1906 : Augustin Deparis

Maire en 1939 : Noël.
| Identité                               | Période   | Période   | Durée            | Étiquette     |
| Identité                               | Début     | Fin       | Durée            | Étiquette     |
| -------------------------------------- | --------- | --------- | ---------------- | ------------- |
| Bernard Muselet (d), (né en 1941)      | juin 1995 | mars 2008 | 12 ans et 9 mois | divers droite |
| Pierre Deudon (d), (né le 9 mars 1951) | mars 2008 | En cours  | 17 ans et 3 mois |               |
| Robert Lefebvre (d)                    |           |           |                  |               |

## Population et société

### Démographie

#### Évolution démographique
L'évolution du nombre d'habitants est connue à travers les recensements de la population effectués dans la commune depuis 1793. Pour les communes de moins de 10 000 habitants, une enquête de recensement portant sur toute la population est réalisée tous les cinq ans, les populations de référence des années intermédiaires étant quant à elles estimées par interpolation ou extrapolation. Pour la commune, le premier recensement exhaustif entrant dans le cadre du nouveau dispositif a été réalisé en 2008.

En 2022, la commune comptait 501 habitants, en évolution de −4,57 % par rapport à 2016 (Nord : +0,51 %, France hors Mayotte : +2,11 %).
| 1793 | 1800 | 1806 | 1821 | 1831 | 1836 | 1841 | 1846 | 1851 |
| ---- | ---- | ---- | ---- | ---- | ---- | ---- | ---- | ---- |
| 288  | 292  | 333  | 399  | 448  | 460  | 479  | 464  | 487  |

| 1856 | 1861 | 1866 | 1872 | 1876 | 1881 | 1886 | 1891 | 1896 |
| ---- | ---- | ---- | ---- | ---- | ---- | ---- | ---- | ---- |
| 530  | 566  | 586  | 567  | 516  | 528  | 538  | 528  | 507  |

| 1901 | 1906 | 1911 | 1921 | 1926 | 1931 | 1936 | 1946 | 1954 |
| ---- | ---- | ---- | ---- | ---- | ---- | ---- | ---- | ---- |
| 505  | 501  | 410  | 361  | 402  | 397  | 380  | 372  | 389  |

| 1962 | 1968 | 1975 | 1982 | 1990 | 1999 | 2006 | 2008 | 2013 |
| ---- | ---- | ---- | ---- | ---- | ---- | ---- | ---- | ---- |
| 353  | 339  | 322  | 354  | 359  | 423  | 450  | 458  | 518  |

| 2018 | 2022 | - | - | - | - | - | - | - |
| ---- | ---- | - | - | - | - | - | - | - |
| 515  | 501  | - | - | - | - | - | - | - |

#### Pyramide des âges
La population de la commune est relativement jeune.
En 2018, le taux de personnes d'un âge inférieur à 30 ans s'élève à 35,9 %, soit en dessous de la moyenne départementale (39,5 %). À l'inverse, le taux de personnes d'âge supérieur à 60 ans est de 21,3 % la même année, alors qu'il est de 22,5 % au niveau départemental.
En 2018, la commune comptait 254 hommes pour 261 femmes, soit un taux de 50,68 % de femmes, légèrement inférieur au taux départemental (51,77 %).
Les pyramides des âges de la commune et du département s'établissent comme suit.
| Hommes | Classe d’âge | Femmes |
| ------ | ------------ | ------ |
| 0,0    | 90 ou +      | 0,4    |
| 5,5    | 75-89 ans    | 5,7    |
| 14,2   | 60-74 ans    | 16,9   |
| 22,0   | 45-59 ans    | 21,1   |
| 20,1   | 30-44 ans    | 22,2   |
| 15,7   | 15-29 ans    | 12,3   |
| 22,4   | 0-14 ans     | 21,5   |

| Hommes | Classe d’âge | Femmes |
| ------ | ------------ | ------ |
| 0,5    | 90 ou +      | 1,4    |
| 5,3    | 75-89 ans    | 8,1    |
| 14,8   | 60-74 ans    | 16,2   |
| 19,1   | 45-59 ans    | 18,4   |
| 19,5   | 30-44 ans    | 18,7   |
| 20,7   | 15-29 ans    | 19,1   |
| 20,2   | 0-14 ans     | 18     |

## Lieux et monuments
- L'église Saint-Jean-Baptiste dressée au centre du village fut construite entre  1869 et 1873 sur l'emplacement d'une église du XVIIe siècle, située dans un ancien cimetière. Une cloche unique fut installée dans la tour carrée de 19 mètres, surmontée d'une flèche de 14 mètres. L'église de Ghissignies fut totalement rénovée en 1995.
- Le cimetière militaire britannique situé à côté du cimetière communal.
- Plusieurs oratoires, dont :
  - Calvaire, érigé en 1852 sur la route du Quesnoy
  - Chapelle Notre-Dame de Bonsecours, construite en 1879
  - Chapelle Saint Jean-Baptiste
  - Chapelle Notre-Dame des Victoires

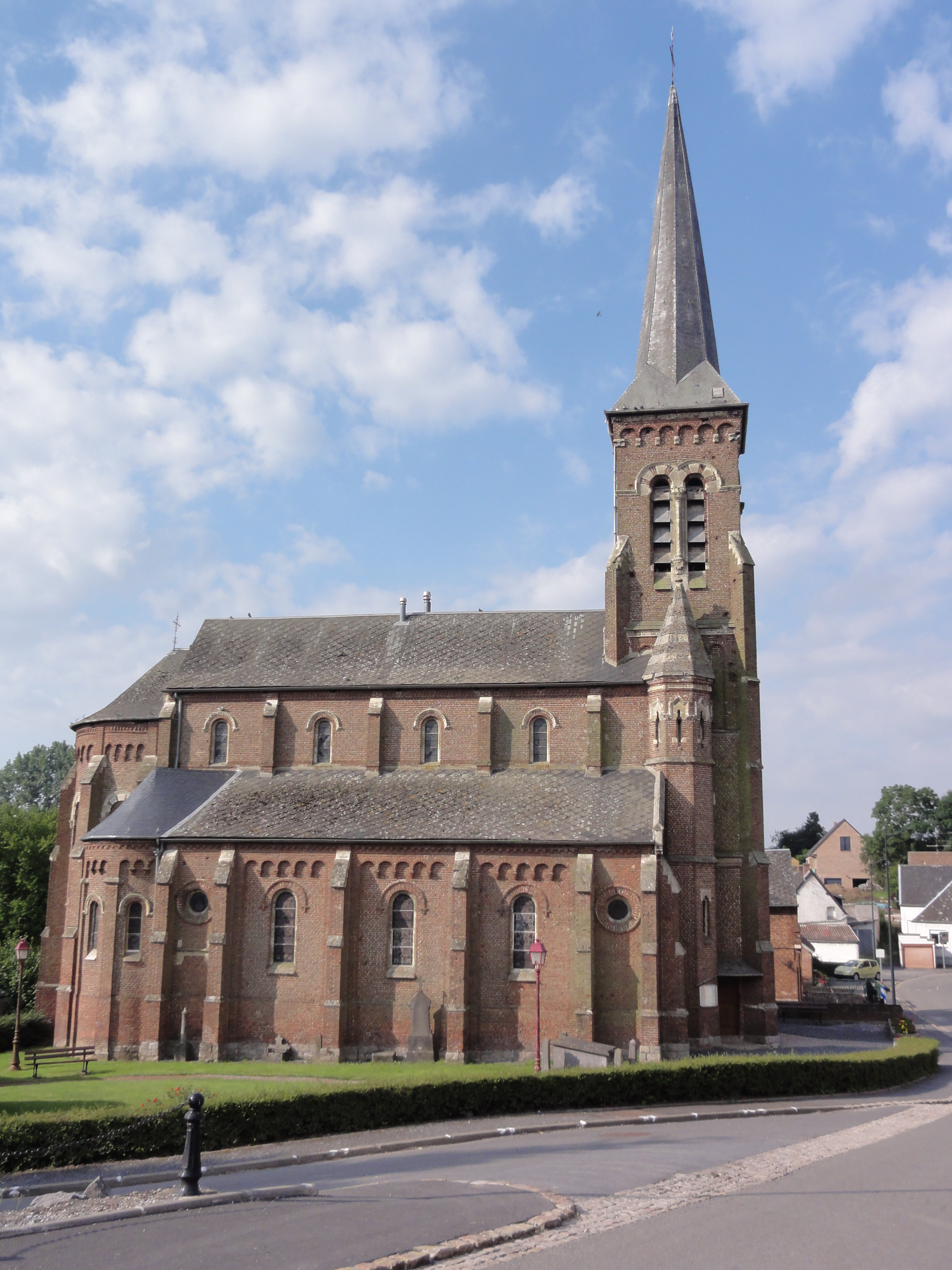
L'église Saint-Jean-Baptiste.
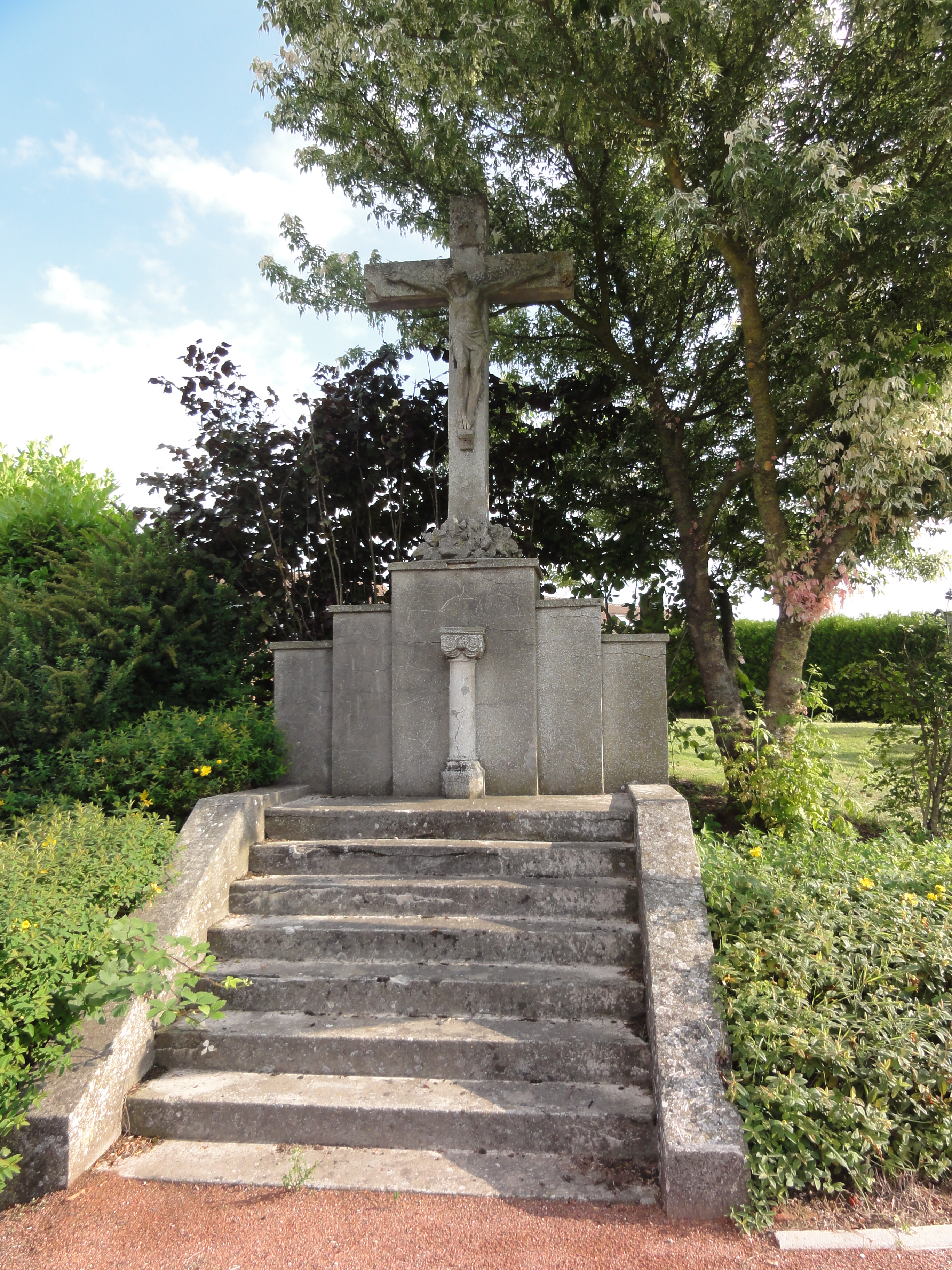
Le calvaire de 1852.
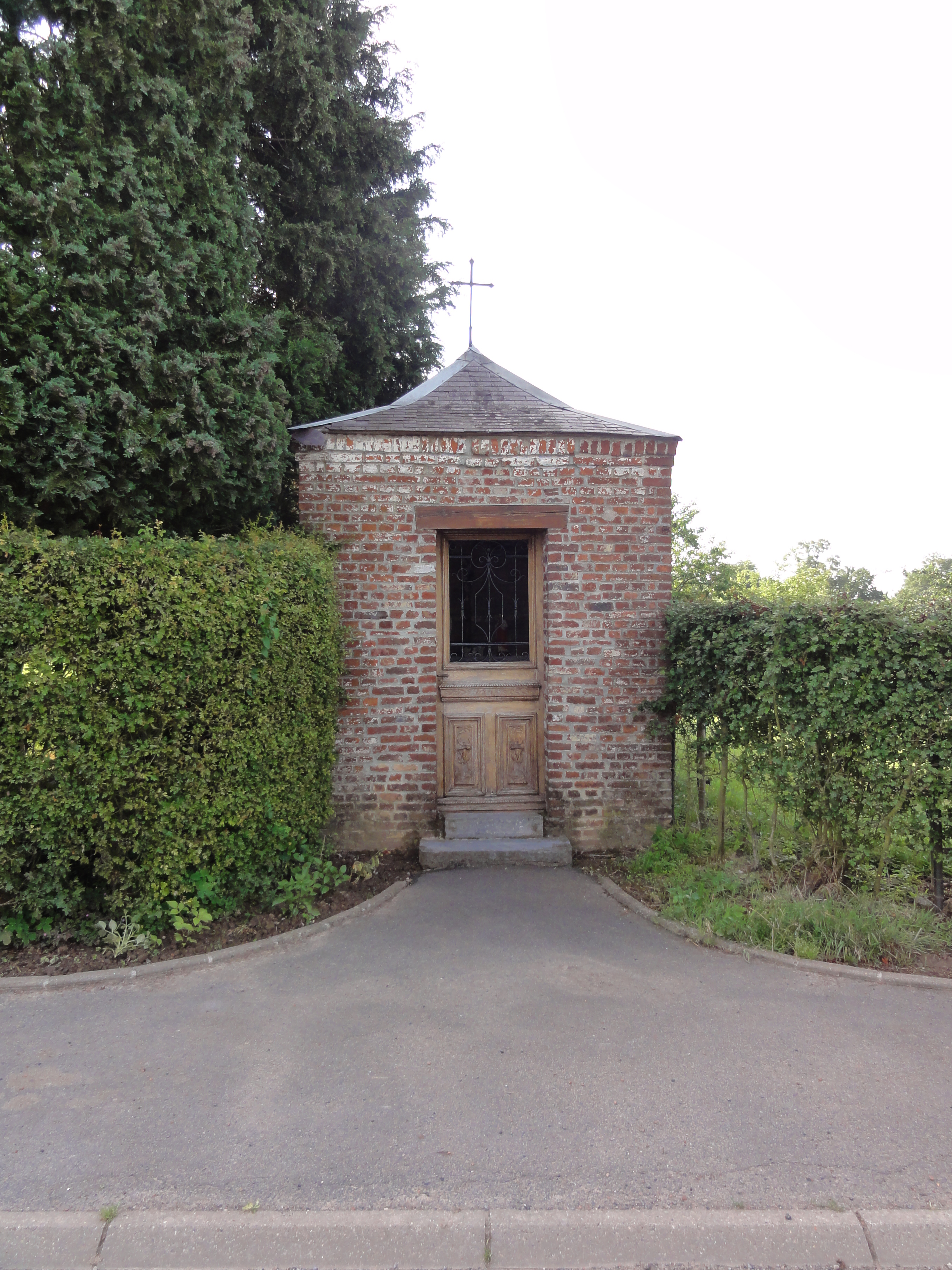
Une des chapelles.

## Pour approfondir